# الحضن (حرض)

تعديل مصدري - تعديل

الحضن هي إحدى قرى عزلة الفج بمديرية حرض التابعة لمحافظة حجة، بلغ تعداد سكانها 0 نسمة حسب تعداد اليمن لعام 2004.